# Binjamin Netanjahu
Binjamin Netanjahu, również Bibi Netanjahu (hebr. ‏בנימין נתניהו‎, wym. [bənjaˈmin nətanˈjahu] ( odsłuchaj), ang. Benjamin Netanyahu, ur. 21 października 1949 w Tel Awiwie) – izraelski polityk, od 1988 członek Knesetu, w latach 1993–1999 i od 2005 przewodniczący Likudu, w latach 1996–1999, 2009–2021 oraz od 2022 premier Izraela.
Stoi na czele 37., a wcześniej 27., 32., 33., 34. i 35. rządu Izraela. W lipcu 2019 roku został najdłużej sprawującym urząd premierem Izraela. Od listopada 2024 objęty międzynarodowym nakazem aresztowania wydanym przez Międzynarodowy Trybunał Karny pod zarzutem popełnienia zbrodni wojennych oraz zbrodni przeciwko ludzkości.

## Życiorys

### Dzieciństwo i młodość

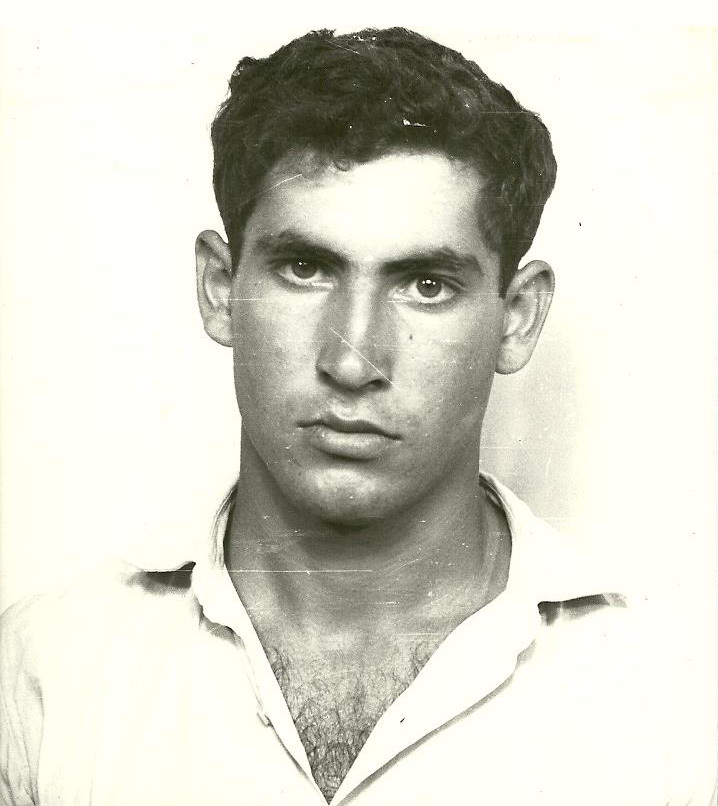
Netanjahu w 1967 r. podczas służby wojskowej

Urodził się w Tel Awiwie. Był dzieckiem Cilli i Bencijjona Netanjahu. Miał dwóch braci: Joniego (1946–1976) – komandosa i bohatera wojennego oraz Iddo (ur. 1952) – lekarza i autora książek. Początkowo wychowywał się i kształcił w Jerozolimie. W latach 1956–1958, a następnie po 1963 mieszkał z rodziną w Stanach Zjednoczonych, gdzie jego ojciec Bencijjon wykładał jako profesor na wyższych uczelniach. W tym czasie mieszkali na przedmieściach Filadelfii w Pensylwanii. Binjamin Netanjahu ukończył Cheltenham High School. Dorastanie w USA sprawiło, że do dziś mówi po angielsku z mocnym akcentem amerykańskim.

### Służba wojskowa
Po ukończeniu szkoły, w 1967 powrócił do Izraela i wstąpił do wojska. Po przejściu podstawowego szkolenia wojskowego został dostrzeżony przez dowódców i zakwalifikowany do elitarnej jednostki Sajjeret Matkal. Niewiele wiadomo o jego misjach bojowych, które jak większość działań tej jednostki są ściśle tajne. Z ujawnionych informacji wiadomo, że 8 maja 1972 uczestniczył w operacji uwolnienia zakładników z porwanego samolotu linii Sabena na telawiwskim lotnisku. Został wówczas raniony od przyjacielskiego ognia. W 1968 uczestniczył w operacji w Libanie, brał też udział w starciach nad Kanałem Sueskim. Podczas jednej z tajnych operacji prowadzonych na terytorium Syrii otarł się o śmierć z wycieńczenia, został jednak uratowany przez dowódcę jednostki Uzziego Dajana. W 1973 opuścił armię w randze kapitana (seren).

### Studia i biznes
Po opuszczeniu armii wyjechał do Stanów Zjednoczonych, gdy jednak w październiku 1973 wybuchła wojna Jom Kipur natychmiast powrócił do Izraela, by walczyć na Wzgórzach Golan. Po wojnie wyjechał do Stanów Zjednoczonych i w 1975 uzyskał licencjat architektury oraz w 1977 tytuł magistra administracji biznesu na Massachusetts Institute of Technology. Dodatkowo studiował nauki polityczne na Uniwersytecie Harvarda. W czasie studiów pracował jako doradca w firmie Boston Consulting Group. Według  dokumentów ujawnionych przez byłego izraelskiego dyplomatę, w latach 70., podczas studiów w USA, Netanjahu miał dorabiać jako statysta w Hollywood. Najbardziej znany jego epizod to krótki występ w tle w jednym z odcinków serialu "Hawaii Five-O" z 1975 roku, gdzie pojawia się jako "anonimowy plażowicz". Informacja ta miała być przez lata ukrywana ze względu na obawy, że zaszkodzi jego poważnemu wizerunkowi politycznemu.
W 1976, podczas operacji Entebbe, zginął jego starszy brat Jonatan „Joni” Netanjahu, dowodzący atakiem jednostki komandosów Sajjeret Matkal podczas odbijania pasażerów porwanego francuskiego samolotu w Ugandzie. Po tym tragicznym wydarzeniu, Binjamin Netanjahu w 1977 powrócił na stałe do Izraela i podjął pracę jako dyrektor ds. marketingu w fabryce mebli. Dodatkowo w 1978 założył Jonathan Netanjahu anti-Terror Institute, który prowadził działalność edukacyjną na rzecz walki z terroryzmem. Netanjahu przeprowadził szereg międzynarodowych konferencji na temat terroryzmu.

### Kariera dyplomatyczna
W okresie tym nawiązał pierwsze kontakty z izraelskimi politykami. W latach 1982–1984 był zastępcą ambasadora Izraela w Stanach Zjednoczonych Moszego Arensa, a w latach 1984–1988 ambasadorem Izraela przy ONZ.

### Kariera polityczna

#### Wybory parlamentarne 1988
Powrócił do Izraela przed wyborami parlamentarnymi w 1988 r. i wstąpił do partii politycznej Likud. Z listy tego ugrupowania został wybrany do Knesetu, a w rządzie Icchaka Szamira został mianowany wiceministrem spraw zagranicznych. W okresie tym pojawiła się rywalizacja pomiędzy Binjaminem Netanjahu a ministrem spraw zagranicznych Dawidem Lewim, która miała swoje odbicie w późniejszej karierze politycznej. Podczas Konferencji Pokojowej w Madrycie w 1991 Netanjahu był członkiem delegacji izraelskiej. Po powrocie został wiceministrem w Kancelarii Prezesa Rady Ministrów.

#### Wybory parlamentarne 1992 i przywództwo w Likudzie
Po klęsce w wyborach parlamentarnych w 1992 r. Netanjahu stał się liderem Likudu i po wewnętrznych wyborach w 1993 przejął przywództwo nad partią. Podczas wewnątrzpartyjnej kampanii pogłębiła się przepaść pomiędzy Netanjahu a Lewim.
Jako lider opozycji ostro skrytykował porozumienia z Oslo (1993) i ostrzegł, że zawarte z Palestyńczykami porozumienie przyniesie Izraelowi falę terroru. W następnych miesiącach Netanjahu publicznie i spektakularnie odwiedzał miejsca zamachów terrorystycznych, brał również udział w demonstracjach przeciwko polityce rządu. 4 listopada 1995 premier Icchak Rabin został zamordowany przez prawicowego fanatyka religijnego. Wiele mediów podburzało wówczas przeciwko Netanjahu, a wdowa po zabitym premierze Le’a Rabin nie podała ręki Netanjahu na pogrzebie.

#### Pierwszy raz na stanowisku premiera

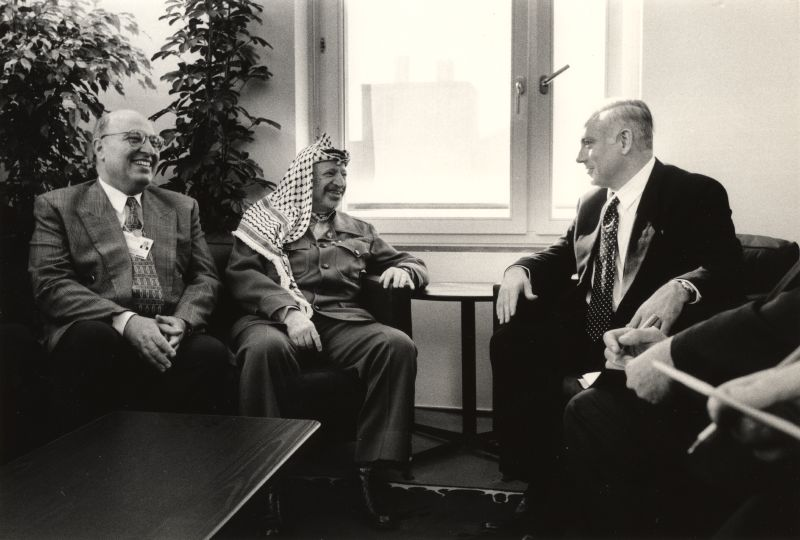
Premier Binjamin Netanjahu, Jasir Arafat i Nabil Sza’as na Światowym Forum Ekonomicznym w Davos, 1997

W wyborach parlamentarnych w 1996 r. głosy rozłożyły się prawie równo pomiędzy prawicowy Likud a lewicową Izraelską Partię Pracy, a w pierwszych bezpośrednich wyborach premiera zwyciężył Binjamin Netanjahu. 18 czerwca 1996 objął obowiązki premiera. Był najmłodszym w historii Izraela politykiem, który objął urząd premiera.
Jako premier, postawił wiele pytań do porozumienia z Oslo (1993), zauważając, że jednym z głównych punktów zawartego porozumienia było założenie, że negocjacje izraelsko-palestyńskie zmierzające do zakończenia długotrwałego konfliktu powinny przebiegać w kilku etapach. Postawił więc warunek, że aby móc prowadzić dyskusję na takie tematy jak status Jerozolimy, wcześniej musi być zmieniona Palestyńska Karta Narodowa. Zwolennicy Porozumienia z Oslo twierdzili, że podejście wielostopniowe buduje zaufanie wśród Palestyńczyków, a kwestie sporne będą mogły być rozstrzygnięte w późniejszym terminie. Netanjahu uznał jednak, że ustępstwa będą zachętą dla palestyńskich ekstremistów i zaapelował do Palestyńczyków o konkretne dowody dobrej woli w postaci wstrzymania zamachów terrorystycznych. Spowolniło to proces pokojowy oraz wstrzymało przekazywanie Palestyńczykom miasta Hebron, które jako jedyne po Oslo miało być przekazane Autonomii Palestyńskiej. Na początku września 1996 Netanjahu spotkał się z Jasirem Arafatem na przejściu granicznym Erez, nie osiągnięto jednak porozumienia w spornych kwestiach.
W dniu 24 września 1996 Netanjahu i burmistrz Jerozolimy Ehud Olmert zdecydowali o otwarciu dla zwiedzających tunelu pod Zachodnim Murem, którego wyjście znajdowało się w Dzielnicy Muzułmańskiej. Wywołało to poważne arabskie rozruchy w Strefie Gazy i na Zachodnim Brzegu.
Niemal natychmiast po wybuchu zamieszek, rozpoczęła się mediacja pokojowa prezydenta Stanów Zjednoczonych Billa Clintona z udziałem króla Jordanii Husajna I. Mediacja utorowała drogę do podpisania 17 stycznia 1997 porozumienia w sprawie Hebronu. Netanjahu zobowiązał się do wycofania z miasta izraelskich wojsk, z wyjątkiem obszaru zamieszkałego przez żydowskich osadników. Wycofanie wojsk nastąpiło w tym samym miesiącu.

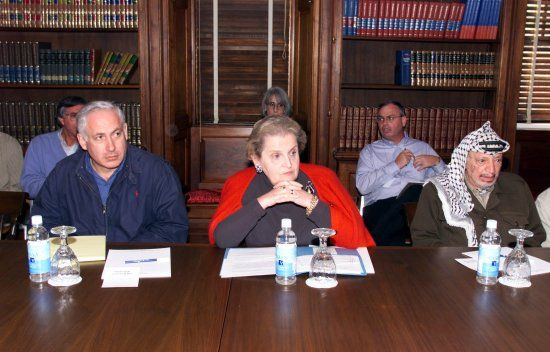
Premier Binjamin Netanjahu, Madeleine Albright i Jasir Arafat podpisują Wye River Memorandum, 1998

Latem 1997 doszło w Jerozolimie do dwóch samobójczych zamachów terrorystycznych, po których Netanjahu zlecił Mosadowi zabójstwo w Jordanii szefa biura politycznego Hamasu Khaleda Meszala. Operacja izraelskich agentów zakończyła się ich aresztowaniem. W zamian za ich uwolnienie, Izrael przekazał Jordanii antidotum na truciznę, którą wstrzyknięto Meszalowi. Dodatkowo wypuszczono dziesiątki palestyńskich więźniów, z szejkiem Ahmedem Jassinem na czele.
Po długim okresie stagnacji, podczas którego Palestyńczycy domagali się przekazania do Autonomii Palestyńskiej kolejnych miast, w październiku 1998 prezydent Clinton zwołał izraelsko-palestyńską konferencję. 23 października 1998 nastąpiło podpisanie porozumienia Wye River Memorandum. Netanjahu zobowiązał się przekazać Autonomii Palestyńskiej 13% terytorium Zachodniego Brzegu i otworzyć międzynarodowy port lotniczy w Gazie. W zamian Arafat zobowiązał się anulować w Palestyńskiej Karcie Narodowej wszystkie artykuły wzywające do zniszczenia Izraela. W tym celu odbyło się specjalne zebranie Palestyńskiej Rady Narodowej, w którym uczestniczył prezydent Clinton, na którym zmieniono zapisy w Palestyńskiej Karcie Narodowej – jednak nowa wersja Karty nigdy nie została publicznie wydana. Funkcjonujące w palestyńskim społeczeństwie stare wersje Palestyńskiej Karty Narodowej nadal wzywają do zniszczenia Izraela. Netanjahu uznał, że nie jest to pełnym wywiązaniem się Arafata z zobowiązań, tym bardziej że seria samobójczych zamachów terrorystycznych wciąż trwała, a palestyńskie władze nie podejmowały żadnych starań aby powstrzymać terrorystów. Netanjahu powiedział, że zamachy bombowe zwalniają Izrael od obowiązku realizacji porozumień zawartych w Oslo. W ten sposób zrezygnował z przekazywania dalszych terenów Autonomii Palestyńskiej i zawiesił wszystkie rozmowy pokojowe. Netanjahu podkreślał w swojej polityce zasadę „trzech nie”: nie dla wycofania ze Wzgórz Golan, nie ma rozmów w sprawie Jerozolimy, nie ma żadnych wstępnych warunków przed rozmowami pokojowymi.
Rząd Benjamina Netanjahu napotykał na coraz większą opozycję ze strony izraelskiej lewicy, która chciała postępu w negocjacjach pokojowych kosztem nawet dużych ustępstw na rzecz Palestyńczyków. Dodatkowo wybuchła cała seria skandali, w których oskarżano Netanjahu o zdradę małżeńską i korupcję (został później uniewinniony), przez co stracił on przychylność opinii publicznej. Po przegranej wyborach bezpośrednich premiera w 1999, Netanjahu ustąpił 6 lipca 1999 z urzędu premiera i czasowo wycofał się z polityki.

#### Wycofanie się z polityki i powrót
Po upadku rządu Ehuda Baraka pod koniec 2000, Binjamin Netanjahu wyraził chęć powrotu do polityki. Mogło wówczas dojść do przedterminowych wyborów, jednak religijna partia polityczna Szas, która obawia się utraty popularności, odmówiła poparcia propozycji rozwiązania XV Knesetu. W rezultacie misję utworzenia nowego rządu powierzono Arielowi Szaronowi. Wybór był zaskakujący, tym bardziej że w tym momencie Szaron był mniej popularny niż Netanjahu.
W trakcie trwania intifady Al-Aksa Netanjahu wzywał rząd Szarona do wprowadzenia Sił Obronnych Izraela do palestyńskich miast i stłumienia siłą palestyńskiego powstania. W marcu 2002 Szaron rozpoczął operację Ochronna Tarcza, natomiast Netanjahu zaczął popierać koncepcję budowy muru bezpieczeństwa, który odseparowałby terytorium Autonomii Palestyńskiej od Izraela. Gdy w 2002 Izraelska Partia Pracy wycofała się z koalicji rządowej, Ariel Szaron mianował Netanjahu ministrem spraw zagranicznych (do 2003).
Pod koniec 2002 Netanjahu wystartował w wewnętrznych wyborach na przywódcę partii Likud, przegrał jednak z Szaronem.

#### Minister finansów
Po wyborach parlamentarnych w 2003 r. Ariel Szaron powołał Netanjahu na funkcję ministra finansów. Netanjahu uznał, że wspieranie gospodarki rynkowej przyniesie wzrost i poprawę sytuacji gospodarczej kraju. W ciągu dwóch i pół roku, w których pełnił funkcję ministra finansów, przeprowadził daleko idące reformy, szczególnie w zakresie podatków i rynku kapitałowego. Prowadził kapitalistyczną politykę wspierania prywatnych inicjatyw gospodarczych, jednocześnie ograniczając wydatki rządowe i prywatyzując przedsiębiorstwa państwowe. Przeprowadził ważną reformę systemu bankowego. Działania Netanjahu zmierzające do liberalizacji izraelskiej gospodarki, były źle spostrzegane przez lewicową opozycję, a także przez kolegów z partii. Netanjahu spotkał się z ostrą krytyką.
Gdy w 2004 Ariel Szaron przedstawił plan jednostronnego wycofania żydowskich osiedli ze Strefy Gazy, Netanjahu zaprotestował, domagając się przeprowadzenia referendum w tej sprawie. Ostatecznie, 7 sierpnia 2005 podał się do dymisji, pokazując w ten sposób swój sprzeciw przeciwko decyzji rządu.
Odchodząc z urzędu ministra finansów, Netanjahu zostawiał gospodarkę Izraela w dużo lepszym stanie niż była w 2002. PKB per capita wzrósł od 2002 o 16%, główne indeksy giełdowe wzrosły o 140%, stopa bezrobocia zmalała z 10,5% do 8,9%, wzrost gospodarczy PKB Izraela wyniósł 4,1% i był najwyższy wśród krajów rozwiniętych, a inflacja wynosząca 0,3% była najniższa wśród krajów rozwiniętych (z wyjątkiem Japonii i Singapuru). Podczas gdy w 2002, rok budżetowy zakończył się deficytem 4,5% PKB, to w 2005 wyszedł na zero.

#### Lider opozycji
Po wycofaniu się w 2005 Ariela Szarona z roli przywódcy partii politycznej Likud, Binjamin Netanjahu wystartował w wyborach wewnętrznych i 19 grudnia 2005 przejął przywództwo nad partią. Po wyborach parlamentarnych 2006 Likud zajął trzecie miejsce i przeszedł do opozycji.
W XVII Knesecie Netanjahu jako lider opozycji sprzeciwił się II wojnie libańskiej, podkreślając zagrożenie ze strony irańskiego programu budowy broni jądrowej. W ostrych wypowiedziach porównywał Iran do Niemiec hitlerowskich. W 2008 Kneset przegłosował projekt ustawy autorstwa Netanjahu, który zakazuje inwestycji w Izraelu korporacjom utrzymującym kontakty z Iranem.
14 sierpnia 2007 Netanjahu został ponownie wybrany przewodniczącym Likudu.

#### Drugi raz na stanowisku premiera

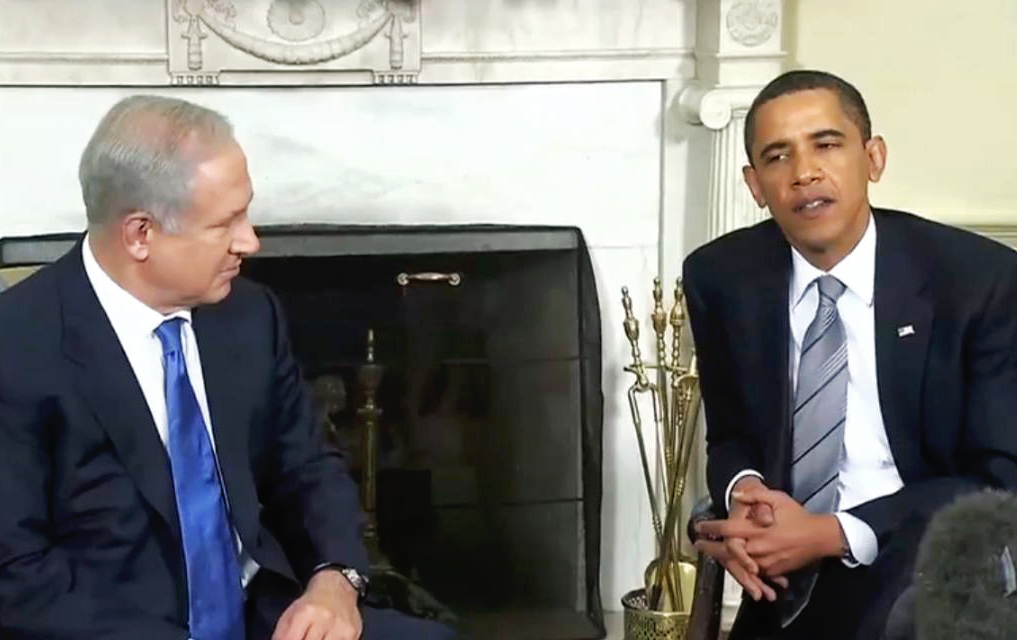
Premier Binjamin Netanjahu i Barack Obama w Waszyngtonie, 18 maja 2009

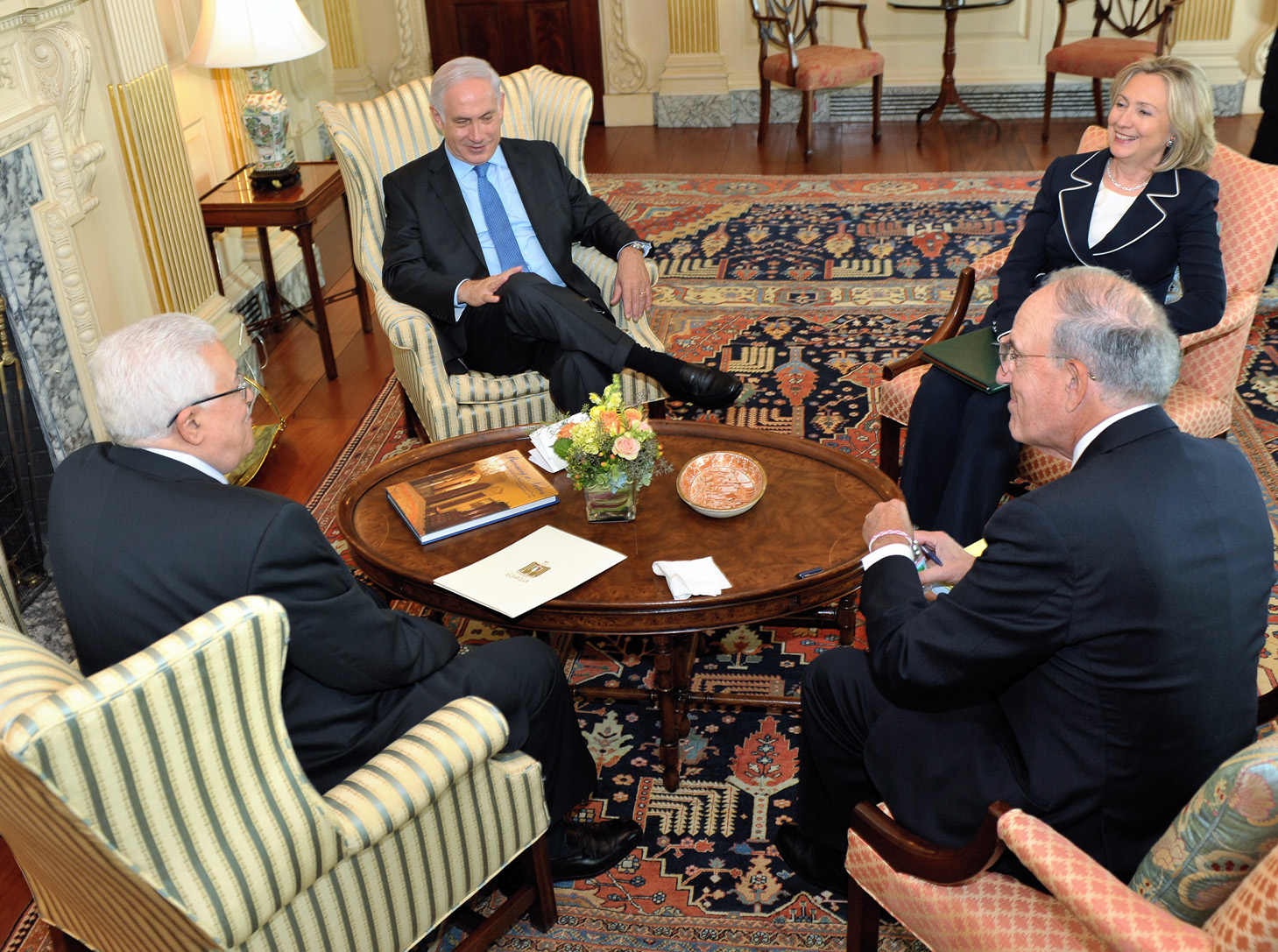
Premier Binjamin Netanjahu, Hillary Clinton, George J. Mitchell i Mahmud Abbas, 2 września 2010

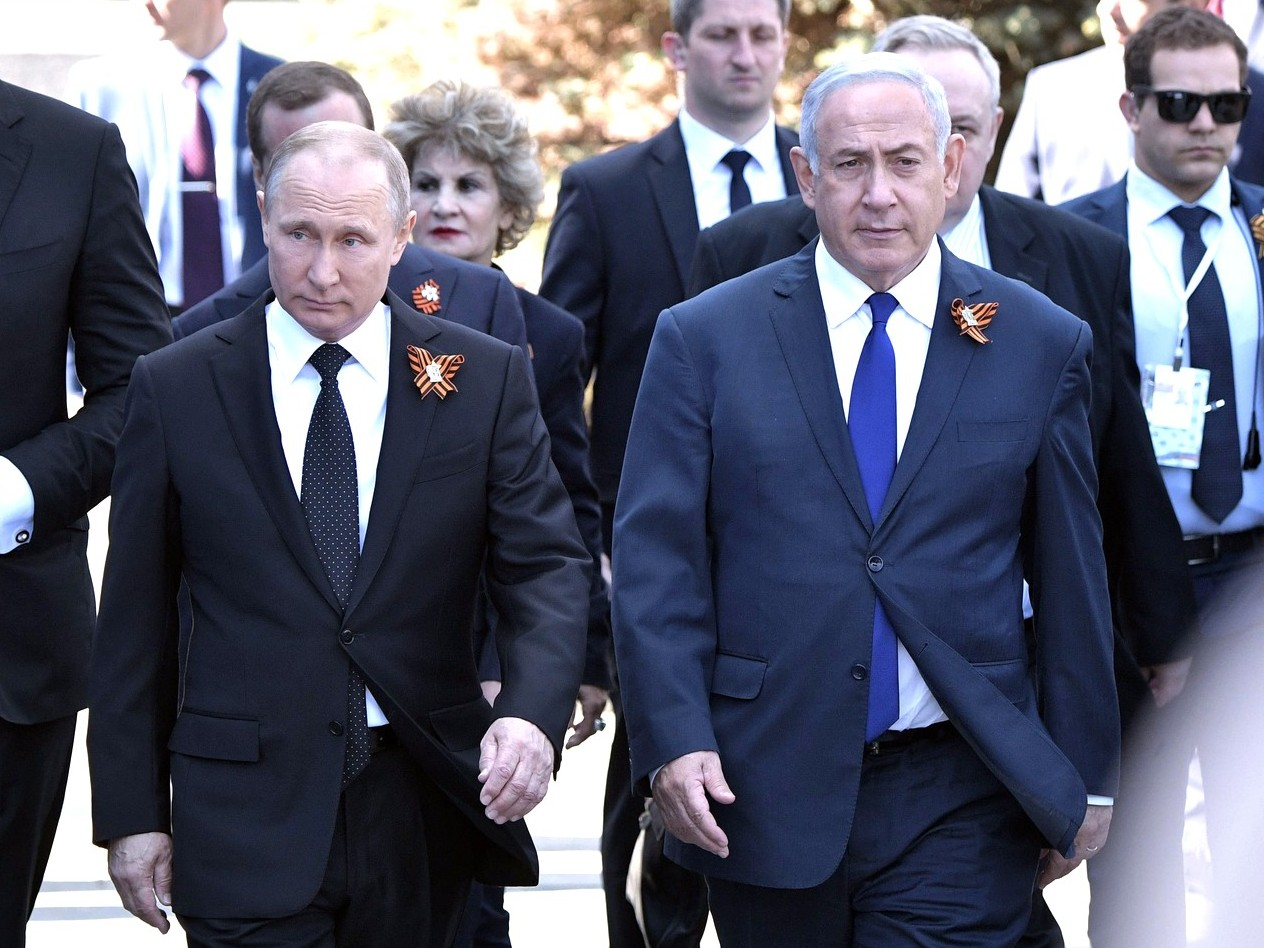
Binjamin Netanjahu i Władimir Putin w Moskwie, 9 maja 2018

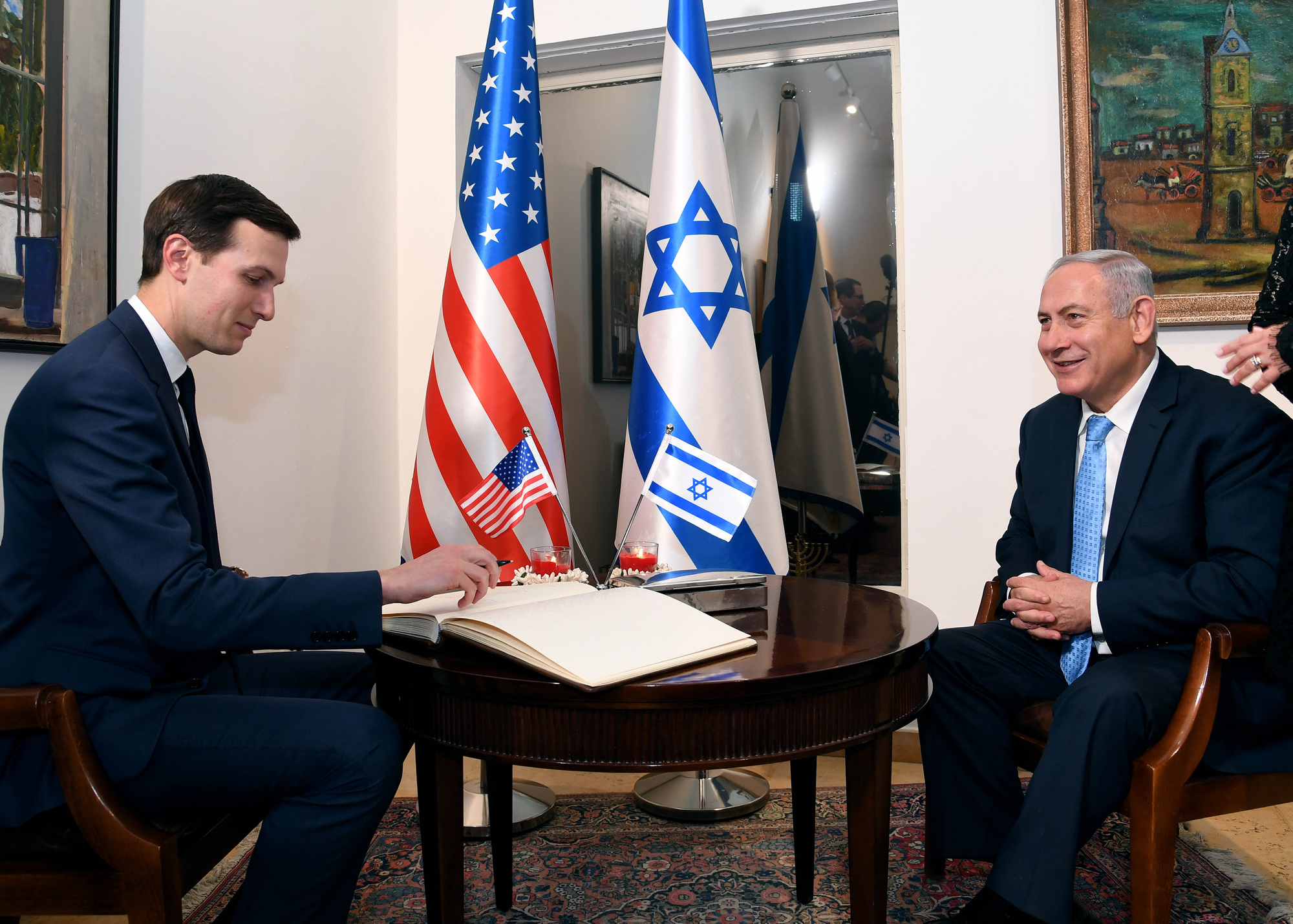
Otwarcie ambasady USA w Jerozolimie 14 maja 2018

W lutym 2009 po wyborach parlamentarnych prezydent Izraela Szimon Peres powierzył mu misję utworzenia nowego rządu, zakończoną pomyślnie zaprzysiężeniem gabinetu w Knesecie 31 marca 2009.
Od początku drugiej kadencji Netanjahu znajdował się pod silną presją administracji prezydenta Baracka Obamy, który dążył by izraelski rząd zamroził rozbudowę żydowskich osiedli na Zachodnim Brzegu i zgodził się na ustanowienie państwa palestyńskiego. Już w marcu Izrael odwiedziła sekretarz stanu Stanów Zjednoczonych Hillary Clinton. Ostrzegła ona, że rozbudowa żydowskich osiedli i wyburzanie arabskich domów we Wschodniej Jerozolimie są przeszkodą dla procesu pokojowego oraz wyraziła poparcie dla utworzenia państwa palestyńskiego. Dalsze rozmowy były prowadzone ze specjalnym wysłannikiem Stanów Zjednoczonych na Bliski Wschód, George’em Mitchellem. Netanjahu uzależnił poparcie dla państwa palestyńskiego od uznania przez Palestyńczyków Izraela jako państwa żydowskiego.
19 maja 2009 Binjamin Netanjahu spotkał się w Waszyngtonie z prezydentem Barackiem Obamą, oświadczając, że Izrael ma prawo do dalszego rozwijania żydowskich osiedli. W odpowiedzi, 4 czerwca 2009, Obama podczas przemówienia w Kairze potępił żydowskie osadnictwo, zwracając się do świata arabskiego. Po tym przemówieniu Netanjahu zwołał nadzwyczajne posiedzenie rządu. 14 czerwca w swoim przemówieniu na Uniwersytecie Bar-Ilana po raz pierwszy przedstawił zasady, na jakich mogłoby powstać państwo palestyńskie. Jego warunkami były: (1) Palestyna będzie zdemilitaryzowanym państwem, (2) Palestyna uzna Izrael jako państwo żydowskie, (3) Jerozolima pozostanie stolicą Izraela, (4) Palestyńczycy zrezygnują z „prawa powrotu” uchodźców palestyńskich. Netanjahu podkreślił także prawo do „naturalnego wzrostu” osiedli żydowskich istniejących już na Zachodnim Brzegu. Ich ostateczny status zostałby ustalony w trakcie negocjacji izraelsko-palestyńskich. W ramach gestu dobrej woli Siły Obronne Izraela zlikwidowały część punktów kontrolnych na Zachodnim Brzegu, umożliwiając swobodny przepływ ludności. Krok ten miał na celu ożywienie gospodarcze Autonomii Palestyńskiej.
22 września 2009 podczas Zgromadzenia Ogólnego ONZ w Nowym Jorku odbyło się spotkanie pomiędzy Binjaminem Netanjahu a przewodniczącym Autonomii Palestyńskiej Mahmudem Abbasem. Obaj politycy zgodzili się, że proces pokojowy powinien zostać szybko wznowiony. Następnie, pod naciskiem Stanów Zjednoczonych, Netanjahu ogłosił 25 listopada częściowe zamrożenie rozbudowy żydowskich osiedli na Zachodnim Brzegu na okres dziesięciu miesięcy. Strona palestyńska jednak przez długi czas nie zgadzała się na rozpoczęcie bezpośrednich negocjacji pokojowych.

#### Wybory parlamentarne 2013
Po wyborach powszechnych w 2013 roku Netanjahu stanął na czele koalicji rządowej, którą zawarły prawicowe ugrupowania: koalicja Likud–Nasz Dom Izrael (Jisra’el Betenu) (31 posłów) z Żydowskim Domem (Ha-Bajit Ha-Jehudi) (12 posłów) i Jest Przyszłość (Jesz Atid) (19 posłów) oraz liberalnym ugrupowaniem Ruch (Ha-Tenu’a) (6 posłów). Razem koalicja dysponowała 68 głosami 120-osobowym Knesecie. Od 2014 – po odwołaniu ze stanowiska Gilada Erdana – Netanjahu pełni funkcję ministra komunikacji.
Pod koniec 2014 w wyniku konfliktu wewnątrz gabinetu Netanjahu zdymisjonował liderów koalicyjnych partii Jest Przyszłość – Ja’ira Lapida oraz Ruchu – Cippi Liwni, co zaowocowało zerwaniem przez nie koalicji i przedterminowymi wyborami, które odbyły się 17 marca 2015.

#### Wybory parlamentarne 2015
Po wyborach, ponownie wygranych przez Likud, przez niemal 50 dni formowano koalicję. 14 maja 2015 powołany został nowy koalicyjny rząd, ponownie pod przewodnictwem Netanjahu. W skład koalicji rządowej weszły obok Likudu (30 posłów) partie: Zjednoczony Judaizm Tory (6 posłów), Żydowski Dom (8 posłów) Naftalego Bennetta, Szas (7 posłów), któremu prezesuje Arje Deri, oraz nowa partia Kullanu (10 posłów) Mosze Kachlona, do niedawna członka Likudu. Koalicja ma niezbędne minimum głosów 61 na 120 w Knesecie.
W nowym rządzie Netanjahu obok funkcji premiera i ministra komunikacji, objął również teki ministrów: spraw zagranicznych, rozwoju regionalnego oraz zdrowia. Jego zastępcami w tych resortach zostali odpowiednio: Cippi Chotoweli, Ajjub Kara (oboje Likud) i Ja’akow Litzman (Zjednoczony Judaizm Tory).
Na wiadomość o zawarciu międzynarodowego porozumienia nuklearnego z Iranem Netanjahu ocenił, że społeczność międzynarodowa popełniła „historyczny błąd”, układając się z władzami w Teheranie i zapowiedział podjęcie działań zmierzających do tego, by nie dopuścić do ratyfikowania porozumienia.
Podczas wizyty Donalda Trumpa w Izraelu w lutym 2017 rozmawiał z nim m.in. o przeniesieniu amerykańskiej ambasady do Jerozolimy. 6 grudnia tego samego roku Trump wprowadził w życie Ustawę o ambasadzie w Jerozolimie, uznał Jerozolimę za stolicę Izraela i nakazał Departamentowi Stanu rozpoczęcie procedury przeniesienia ambasady. Netanjahu został zawczasu poinformowany o decyzji amerykańskiego prezydenta, po jej ogłoszeniu określił ją jako „odważną i sprawiedliwą”.

#### Wybory parlamentarne 2019
W przeprowadzonych kilka miesięcy przed konstytucyjnym terminem wyborach w kwietniu 2019 po raz kolejny poprowadził Likud do zwycięstwa. Ugrupowanie zdobyło 1 140 370 głosów (26,46%) co przełożyło się na 35 mandatów w XXI Knesecie. Tyle samo posłów wprowadziła do Knesetu centrowa koalicja Niebiesko-Biali (sojusz partii Moc Izraela Beniego Ganca, Telem Moszegpo Ja’alona i Jest Przyszłość Ja’ira Lapida), ale to prawica zdecydowanie zwyciężyła w tych wyborach. Netanjahu po raz dziesiąty został wybrany posłem. W dniach 15–16 kwietnia 2019 prezydent Re’uwen Riwlin spotkał się reprezentantami partii, które dostały się do XXI Knesetu, celem uzyskania rekomendacji co do obsady stanowiska szefa rządu. Netanjahu rekomendowały na premiera – macierzysty Likud (35), Szas (8), Zjednoczony Judaizm Tory (8), Nasz Dom Izrael (5), Unia Partii Prawicowych (5) oraz My Wszyscy (4). Lider Niebiesko-Białych – Binjamin Ganc został wskazany przez swoje ugrupowanie (35) oraz przez Partię Pracy (6) i Merec (4). Koalicje partii arabskich Hadasz-Ta’al (6) i Ra’am-Balad (4) nie poparły żadnego kandydata. W związku z tym, że prawicowa koalicja dysponuje łącznie 65 mandatami w 120 osobowym Knesecie 17 kwietnia prezydent oficjalnie powierzył Netanjahu misję sformowania nowego rządu.
W wyznaczonym terminie Netanjahu nie udało się sformować rządu, wskutek braku porozumienia z Awigdorem Liebermanem (przewodniczącym partii Nasz Dom Izrael). W związku z tym 29 maja Kneset przegłosował większością 74:25 samorozwiązanie. Nowe wybory parlamentarne zaplanowano na 17 września 2019, a w nich Niebiesko-Biali zdobyli o jeden mandat więcej (33) niż Likud (32). Niebiesko-Biali wraz z partnerami mogli liczyć na 55 mandatów w Knesecie, a Likud na 54, ale 10 deputowanych skupiającej partie arabskie Zjednoczonej Listy ogłosiło, że nie wejdzie w skład rządu, w związku z czym prezydent Reuwen Riwlin powierzył misję utworzenia rządu Netanjahu. 21 października Netanjahu ogłosił, że rezygnuje ze starań o utworzenie nowego rządu, gdyż Beni Ganc odmówił rozmów o utworzeniu rządu jedności narodowej, argumentując, że Netanjahu grożą zarzuty korupcyjne. 21 listopada 2019 postawiono Netanjahu zarzuty korupcyjne. Zarzuca mu się, że zwrócił się do jednej z izraleskich gazet, by przedstawiła go w pozytywnym świetle, w zamian miał zablokować publikacje w konkurencyjnym dzienniku. Drugi zarzut dotyczy przyjmowania kosztownych prezentów, w sumie od 2009 miał otrzymać przedmioty o równowartości 100 tys. dolarów.
1 stycznia 2020 roku zrezygnował ze wszystkich stanowisk ministerialnych w rządzie i zapowiedział powołanie nowych ministrów na stanowiska, które do tej pory piastował.
17 maja 2020, po zawiązaniu koalicji z Benim Gancem, został zaprzysiężony 35. rząd Izraela, na którego czele ponownie stanął Netanjahu.
13 czerwca 2021 po 12 latach rządzenia Netanjahu stracił fotel premiera wraz z wygranym wotum zaufania dla rządu Naftalego Bennetta i Ja’ira Lapida. Został wtedy liderem opozycji.

#### Wybory parlamentarne 2022
30 czerwca 2022 nastąpiło samorozwiązanie izraelskiego parlamentu, a 1 listopada przeprowadzono przyśpieszone wybory parlamentarne, w których zwyciężyła koalicja partii pod przywództwem Netanjahu. 29 grudnia 2022 został zaprzysiężony na premiera 37. rządu Izraela, w którym znalazły się skrajnie prawicowe partie Religijny Syjonizm i Żydowska Siła, przez co sam rząd był nazywany najbardziej prawicowym rządem w historii państwa Izrael.

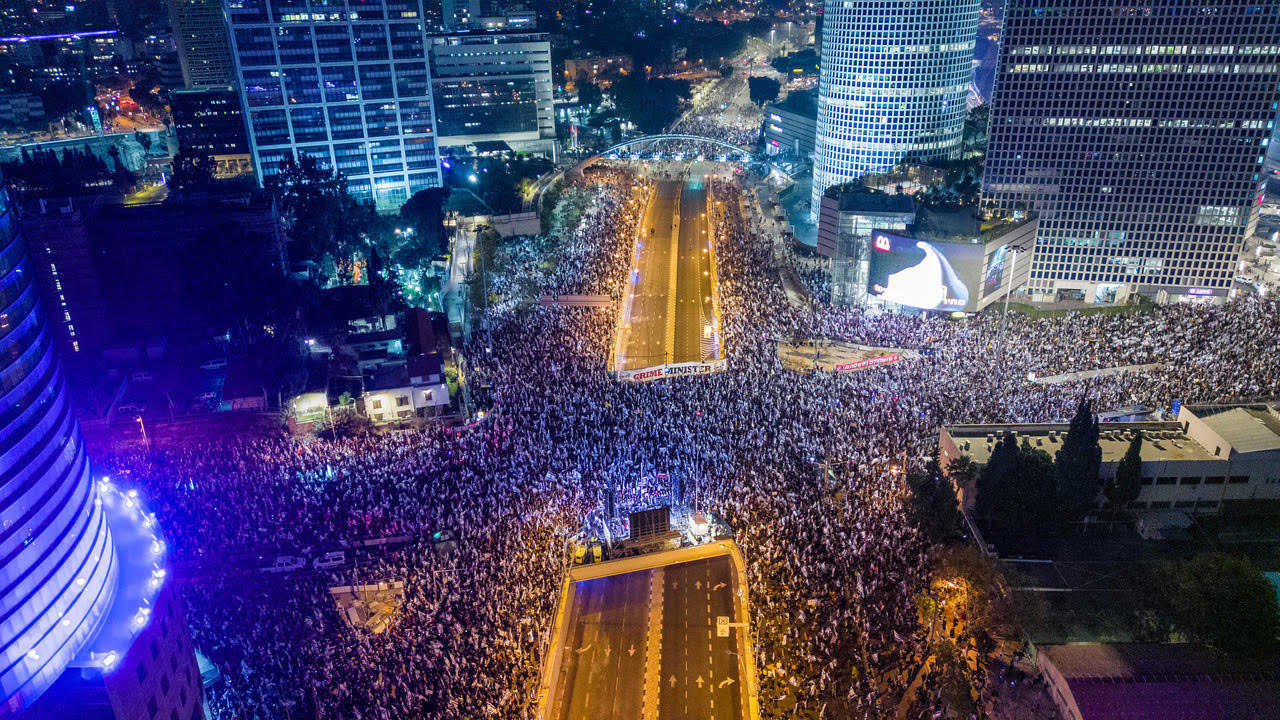
Protestujący przeciwko reformie sądownictwa w dniu 4 marca 2023 w Tel Awiwie

W początkowym okresie nowego rządu Netanjahu skupił się na pracach nad pakietem reform sądownictwa. Projekty reform zakładały m.in. osłabienie pozycji Sądu Najwyższego poprzez np. zabranie mu uprawnienia do anulowania decyzji rządu uznanych za „skrajnie nierozsądne” czy możliwość odrzucenia jego weta przez Kneset. Plany zmian w prawie spotkały się z ogromnymi jak na skalę Izraela protestami przeciwko działaniom rządu. Przeciwko wprowadzaniu zmian wypowiedział się nawet Jo’aw Galant, minister obrony w rządzie Netanjahu.

##### Wojna Izraela z Hamasem, działania w Strefie Gazy
7 października 2023 palestyńscy bojownicy Hamasu ze Strefy Gazy dokonali skoordynowanego ataku na terytorium Izraela z powietrza, wody i lądu. W wyniku ataku zginęło ok. 1200 osób. Tego samego dnia premier Netanjahu powiedział, że Izrael jest „w stanie wojny”. Kilka dni później ogłoszono powstanie nadzwyczajnego rządu jedności narodowej, w którym znalazł się Netanjahu i przywódca opozycji Beni Ganc. Przez dużą część izraelskiego społeczeństwa niespodziewany atak ze strony Hamasu został uznany za porażkę przywódców państwa, a poparcie społeczne premiera spadło. Był krytykowany także przez rodziny zakładników porwanych przez bojowników Hamasu z powodu swoich oporów przed negocjowaniem zawieszenia broni w celu uwolnienia zakładników.
Przez pierwsze trzy tygodnie izraelskie wojska odpowiedziały zmasowanymi nalotami bombowymi na terenie Strefy Gazy, a 27 października rozpoczęto operację lądową. W listopadzie 2023 Netanjahu odrzucił możliwość zawieszenia broni w Strefie, krytykował prezydenta Francji Emmanuela Macrona, który o to apelował.  Na początku kwietnia 2024 prezydent Stanów Zjednoczonych Joe Biden wezwał do zawieszenia broni na kilka tygodni by zapewnić dostawy żywności i leków do Gazy, a politykę Netanjahu określił jako „błąd”.
20 maja 2024 roku prokurator Międzynarodowego Trybunału Karnego w Hadze Karim Khan poinformował, że wniósł wniosek o nakazy aresztowania dla Netanjahu i ministra obrony Izraela, Jo’awa Galanta, a także trzech przywódców Hamasu – Isma’ila Hanijjego, Jahja Sinwara i Mohammeda Deifa. Prokurator MTK zarzucił premierowi Izraela i ministrowi obrony zbrodnie popełnione w Strefie Gazy, m.in. posługiwanie się głodem jako metodą prowadzenia wojny, umyślne powodowanie wielkiego cierpienia czy kierowanie ataków na ludność cywilną. 21 listopada 2024 Międzynarodowy Trybunał Karny wydał nakaz aresztowania Netanjahu, Galanta i Deifa. Netanjahu został oskarżony o celowe i świadome pozbawianie ludności Strefy Gazy środków niezbędnych do przetrwania, w tym żywności, wody, leków i materiałów medycznych, a także paliwa i energii elektrycznej; ponadto stwierdzono, że podejrzewa się, że jest odpowiedzialny za zbrodnie wojenne polegające na używaniu głodu jako metody walki oraz zbrodnie przeciwko ludzkości w postaci zabójstw, prześladowań i innych nieludzkich czynów oraz odpowiedzialność (jako cywilny przełożony wojskowych) za popełnienie zbrodni wojennych polegających na celowym atakowaniu ludności cywilnej. Zdaniem The Guardiana Netanjahu stał się pierwszym przywódcą demokratycznego i sprzymierzonego z Zachodem państwa, wobec którego Międzynarodowy Trybunał Karny wystawił nakaz aresztowania.